# Canthocamptus tasmaniae
Canthocamptus tasmaniae ist ein in Australien endemisch vorkommendes Krebstier. Die Art gehört zu den Ruderfußkrebsen und lebt im Süßwasser.

## Merkmale
Canthocamptus tasmaniae hat wie alle Arten der Harpacticoida kurze erste Antennen. Die zweiten Antennen gabeln sich in je zwei kurze Äste. Ein Gelenk, das den Körper beweglich macht, liegt zwischen dem vierten und dem fünften Segment. Das Abdomen ist relativ breit und flach. Die Männchen sind 0,5 Millimeter lang, die Weibchen 0,6 Millimeter. Die Länge kann variieren, da die Segmente teleskopartig ineinander geschoben werden können.

## Vorkommen
Der Ruderfußkrebs wurde von A. G. Nicholls um 1950 im dichten Moos an den Felswänden der Guide-River-Wasserfälle im Nordwesten Tasmaniens rund 12 km südwestlich von Burnie entdeckt. Hier und in der näheren Umgebung ist er noch immer zu finden. Es wird angenommen, dass das Verbreitungsgebiet früher größer war, als es mehr Feuchtgebiete in Australien und Tasmanien gab und im australischen Sommer weniger große Gebiete vollkommen austrockneten. Wegen des kleinen Verbreitungsgebiets wurde die Art von der IUCN als gefährdet eingestuft.

## Lebensweise
Wie die meisten näheren Verwandten lebt Canthocamptus tasmaniae nicht im freien Wasser, sondern in den Pflanzen oder im Laub auf feuchten Böden. Er kommt hauptsächlich im dichten Moos vor, das an den Felswänden hinter Wasserfällen herabhängt. Ein Exemplar wurde im feuchten Laub der Scheinbuchenwälder gefunden. Die Art scheint auf eine das ganze Jahr über andauernde Feuchtigkeit angewiesen zu sein. Es wurden keine Dauerstadien wie etwa bei der in europäischen Seen vorkommenden Art Canthocamptus staphylinus gefunden. Es gibt auch keine Hinweise auf eine parthenogenetische Fortpflanzung, es wurden stets Weibchen und Männchen im Habitat von Canthocamptus tasmaniae beobachtet.

## Taxonomie und Systematik
Canthocamptus tasmaniae wurde von P. A. Chappuis 1951 als Attheyella (Delachauxiella) tasmaniae beschrieben. Das Typusexemplar ist nicht mehr auffindbar, so dass von R. Hamond 1987 ein Neoholotyp (Weibchen) und ein Neoallotyp (Männchen) bestimmt wurden, die an der Typuslokalität Guide-River-Wasserfällen gesammelt worden waren.
Die Gattung Canthocamptus umfasst mehr als 200 Arten, von denen 21 Arten in Australien, meist auf kleine Gebiete beschränkt, endemisch sind. Zwei weitere Arten wurden in Australien durch Wasservögel eingeschleppt. Canthocamptus tasmaniae wurde von R. Hamond 1987 in die Canthocamptus fimbriatus-Verwandtschaftsgruppe gestellt, zu der neben C. fimbriatus und C. tasmaniae auch C. henryae, C. lacinulatus, C. echinopyge, C. longifurca, C. globulisetosus, C. mortoni, C. timmsi, C. dedeckkeri, C. clavifurcatus und C. caecosetosus gezählt werden.